# Enallagma
Pour les articles homonymes, voir Demoiselle.
Genre
Enallagma  est un genre de demoiselles ou zygoptères (Zygoptera), appartenant à la famille des Coenagrionidae, et qui comprend au moins 39 espèces dont certaines sont appelées « agrions » en français. Les demoiselles de ce genre ressemblent à celles du genre Coenagrion  (en français, on utilise aussi le nom vernaculaire "agrion" pour désigner des espèces des genres Coenagrion et Enallagma). Le dessus de la tête est noir avec des taches claires derrière les yeux. Le thorax est noir avec deux bandes claires dorsalement et clair sur les côtés. Le mâle a un abdomen bleu avec des taches dorsales noires. La femelle a un abdomen de couleur plus claire.
Enallagma cyathigerum, l'Agrion porte-coupe, est la seule espèce connue en Europe où elle est présente presque partout et n'y est pas spécialement menacée.

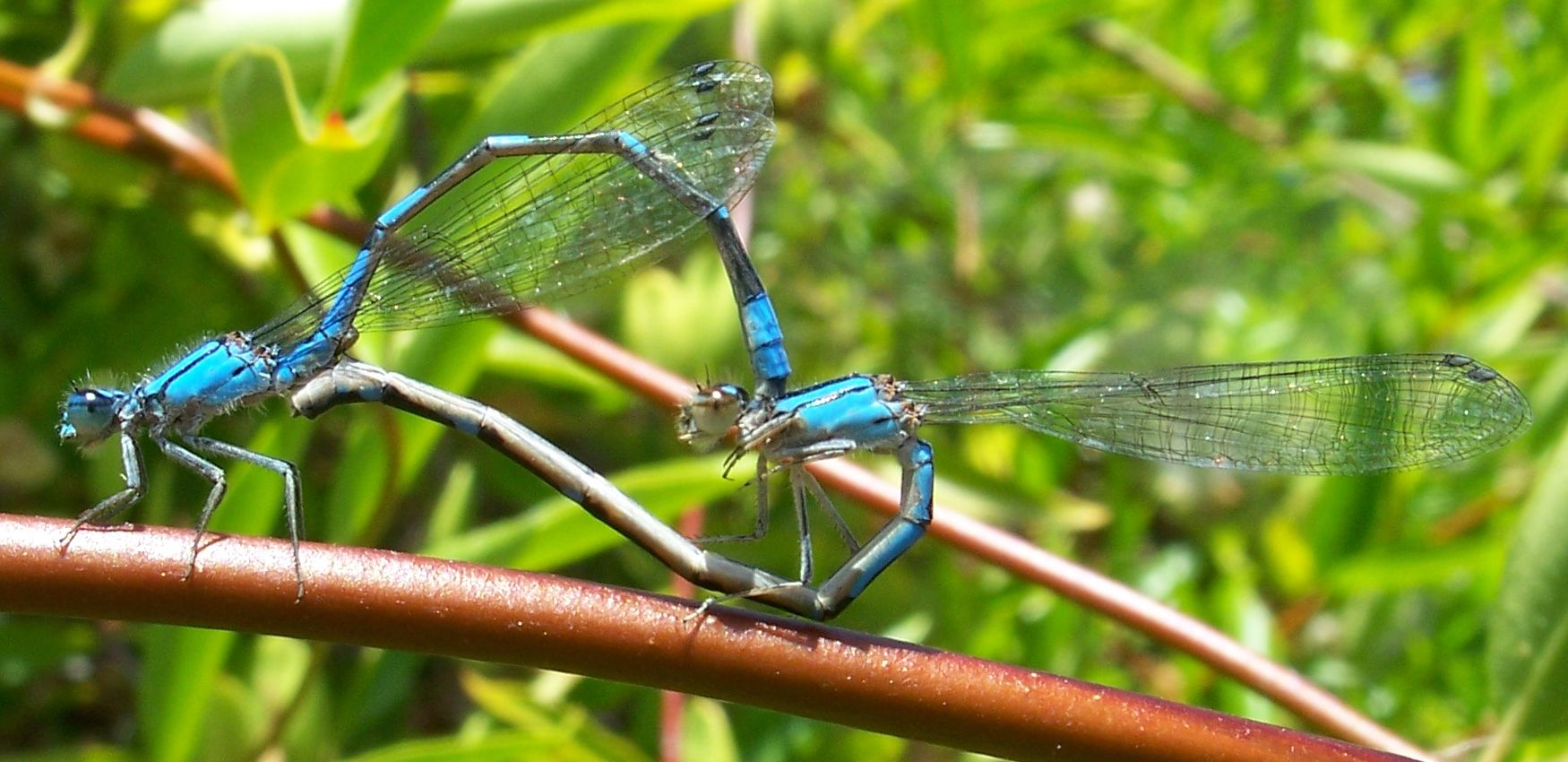
Agrion des scirpes, Enallagma carunculatum, accouplement.

## Liste des espèces
39 espèces connues au 18 mars 2009 selon ITIS :

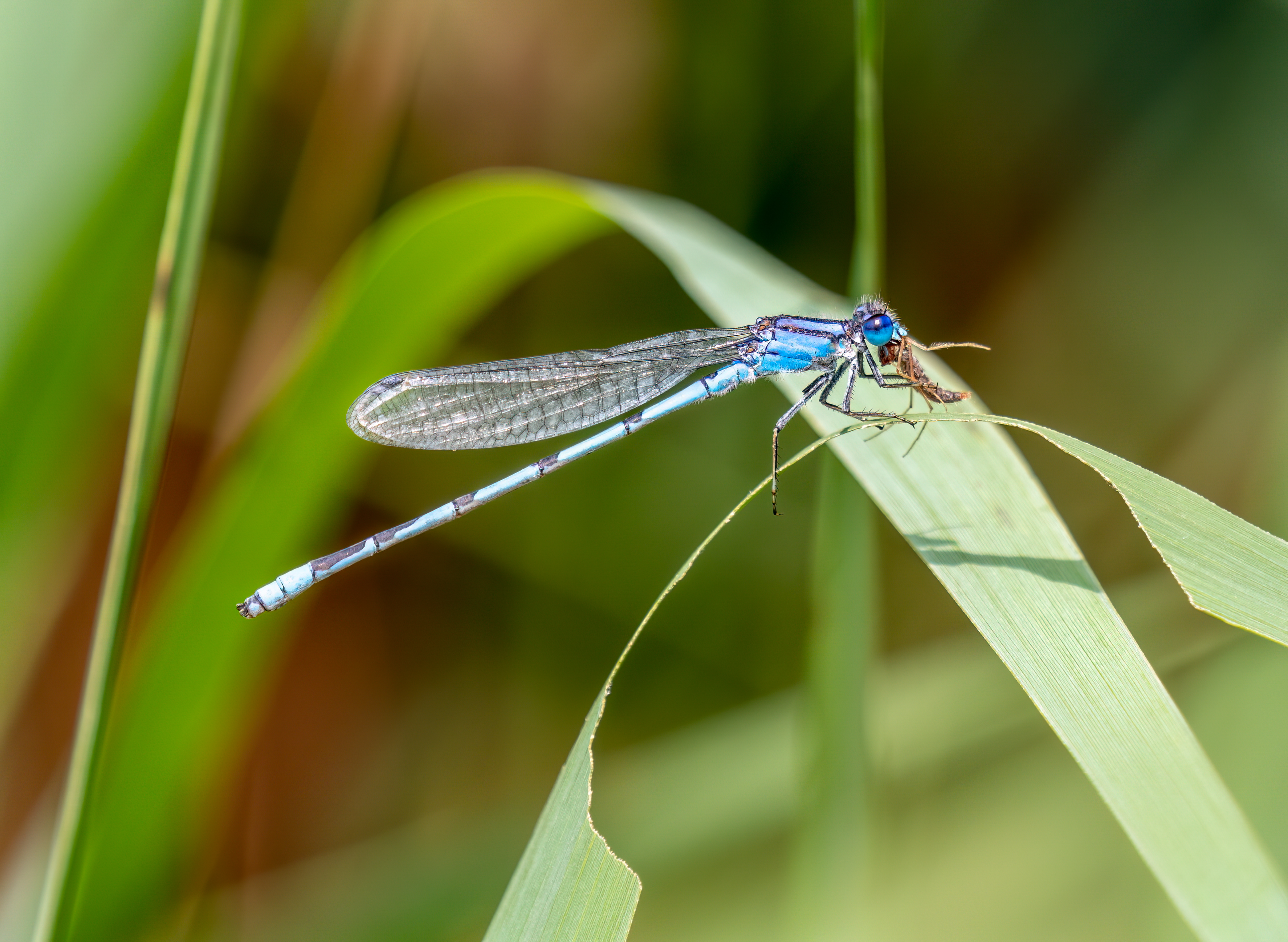
Enallagma Civile transporte sa proie, dans la baie de Jamaica aux États-Unis. Juillet 2022.

- Enallagma anna Williamson, 1900 -- River Bluet
- Enallagma annexum (Hagen, 1861) -- Northern Bluet
- Enallagma antennatum (Say, 1839) -- Rainbow Bluet -- Agrion arc-en-ciel
- Enallagma aspersum (Hagen, 1861) -- Azure Bluet -- Agrion saupoudré
- Enallagma basidens Calvert, 1902 -- Double-striped Bluet
- Enallagma boreale Selys, 1875 -- Boreal Bluet -- Agrion boréal
- Enallagma carunculatum Morse, 1895 -- Tule Bluet -- Agrion des scirpes
- Enallagma civile (Hagen, 1861) -- Familiar Bluet -- Agrion civil
- Enallagma clausum Morse, 1895 -- Alkali Bluet -- Agrion halophile
- Enallagma coecum (Hagen, 1861) -- Purple Bluet
- Enallagma concisum Williamson, 1922 -- Cherry Bluet
- Enallagma cyathigerum (Charpentier, 1840) -- Agrion porte-coupe
- Enallagma daeckii (Calvert, 1903) -- Attenuated Bluet
- Enallagma davisi Westfall, 1943 -- Sandhill Bluet
- Enallagma divagans Selys, 1876 -- Turquoise Bluet
- Enallagma doubledayi (Selys, 1850) -- Atlantic Bluet
- Enallagma dubium Root, 1924 -- Burgundy Bluet
- Enallagma durum (Hagen, 1861) -- Big Bluet
- Enallagma ebrium (Hagen, 1861) -- Marsh Bluet -- Agrion enivré
- Enallagma eiseni Calvert, 1895 -- Baja California Bluet
- Enallagma exsulans (Hagen, 1861) -- Stream Bluet -- Agrion exilé
- Enallagma geminatum Kellicott, 1895 -- Skimming Bluet -- Agrion minuscule
- Enallagma hageni (Walsh, 1863) -- Hagen's Bluet -- Agrion de Hagen
- Enallagma laterale Morse, 1895 -- New England Bluet
- Enallagma minusculum Morse, 1895 -- Little Bluet
- Enallagma novaehispaniae Calvert, 1907 -- Neotropical Bluet
- Enallagma pallidum Root, 1923 -- Pale Bluet
- Enallagma pictum Morse, 1895 -- Scarlet Bluet
- Enallagma pollutum (Hagen, 1861) -- Florida Bluet
- Enallagma praevarum (Hagen, 1861) -- Arroyo Bluet
- Enallagma recurvatum Davis, 1913 -- Pine Barrens Bluet
- Enallagma semicirculare Selys, 1876 -- Claw-tipped Bluet
- Enallagma signatum (Hagen, 1861) -- Orange Bluet
- Enallagma sulcatum Williamson, 1922 -- Golden Bluet
- Enallagma traviatum Selys, 1876 -- Slender Bluet
- Enallagma truncatum (Gundlach, 1888)
- Enallagma vernale Gloyd, 1943 -- Vernal Bluet -- Agrion printanier
- Enallagma vesperum Calvert, 1919 -- Vesper Bluet -- Agrion vespéral
- Enallagma weewa Byers, 1927 -- Blackwater Bluet